# Voïvodie de Bełz
1462–1793
Entités précédentes :
- Duché de Belz

Entités suivantes :
- Monarchie de Habsbourg

La Voïvodie de Bełz (en polonais Województwo bełskie, en latin Palatinatus Belzensis) était une ancienne division administrative du Royaume de Pologne ayant existé de 1462 aux partages de la Pologne en 1772-1795. Avec la voïvodie de Ruthénie, elle faisait partie de la Ruthénie rouge, dans la province de Petite-Pologne. La voïvodie a été créée par le roi Casimir IV Jagellon et comptait quatre sénateurs au Sénat de la République (le voïvode et le châtelain de Bełz, ainsi que les châtelains de Lubaczów et de Bousk).

## Histoire
La voïvodie de Bełz a été formée en 1462 à partir des territoires du duché de Belz, après que le duché ait été annexé par la Couronne du Royaume de Pologne. Zygmunt Gloger, dans sa Géographie historique des terres de l'ancienne Pologne, donne une description détaillée de la voïvodie :

« Bełz, sur la rivière Zaloka, était l'un des plus anciens gords du pays tchervène. En 981, la province fut conquise par Vladimir le Grand. Récupérée par Boleslas le Vaillant en 1018, elle redevint partie de la Rus' après la mort de ce dernier (...) Au début du XIVe siècle, la terre de Bełz passe par héritage à Bolesław Jerzy II de Mazovie, qui épousa en 1331 Euphémie, fille du grand-duc de Lituanie Gediminas et sœur d'Aldona de Lituanie, épouse de Casimir III le Grand. Boleslaw Jerzy mourut le 7 avril 1340 et, après sa mort, le roi Casimir s'empara de la Ruthénie rouge ainsi que du Pays de Bełz (...) En 1387, le roi Ladislas Jagellon autorisa sa sœur Alexandra de Lituanie à épouser Siemowit IV, duc de Mazovie, en lui donnant en dot le Pays de Bełz. La province resta aux mains des fils et petits-fils de Siemowit IV. Les petits-fils moururent sans enfants au début de l'année 1462, et le pays de Bełz devint propriété de la Couronne du Royaume de Pologne, sous le règne du roi Casimir IV Jagellon.
La voïvodie de Bełz nouvellement créée était légèrement plus petite que la voïvodie de Lublin, et à peu près de la même taille que le Pays de Chełm (en). Elle était composé de trois comtés : Lubaczów, Horodło et Szewlock ; en 1767, elle fut divisée entre les comtés de Bełz, Grabowiec, Horodło, Lubaczów et le pays de Bousk. Dans les sejmiks locaux de Belz, cinq députés à la Diète étaient élus, et la voïvodie comptait quatre starosties : Bełz, Bousk, Grabowiec et Horodło (...) Au XVIIe siècle, la voïvodie, qui était la plus petite de toutes les voïvodies de Petite-Pologne, comptait 483 villages et 33 villes (...) Après le premier partage de la Pologne (1772), la quasi-totalité de la voïvodie fut annexée par l'Empire des Habsbourg, au sein de la Galicie. Demeuraient en Pologne les villes de Dubienka et Korytnica, ainsi que quelques villages (...) En 1793, la voïvodie cessa d'exister, car après le deuxième partage de la Pologne, ses parties restantes furent annexées par les voïvodie de Chełm (en) et de Włodzimierz (en) nouvellement créées.
La région a reçu un afflux de membres de la szlachta en provenance de Mazovie, de Petite Pologne et de Grande Pologne. En 1570-1580, 79 % des familles nobles locales (parmi celles dont la provenance est connue) étaient d'origine polonaise, tandis que le pourcentage de familles nobles ruthènes et valaques s'élevait respectivement à 15 % et 4 %. Les couches paysannes de la population sont restées les moins touchées par les migrations en provenance de l’ouest, ».

## Gouvernement municipal
Siège du gouverneur de la voïvodie (voïvode) :
- Bełz

Conseil régional (sejmik generalny) pour toutes les terres ruthènes :
- Sądowa Wisznia

Sièges du conseil régional (sejmik) :
- Bełz

## Division administrative
- Powiat de Bełz, (Powiat Bełzski), Bełz
- Comté de Grabowiec, (Powiat Grabowiecki), Grabowiec
- Powiat de Horodło, (Powiat Horodelski), Horodło
- Powiat de Lubaczów, (Powiat Lubaczowski), Lubaczów
- Terre de Bousk (en), (Ziemia Buska), Bousk

## Voïvodes connus
- Rafał Leszczyński (en) (1619-1636)
- Jakub Sobieski (à partir de 1638)
- Adam Mikołaj Sieniawski (de 1692 à 1710)
- Stanisław Mateusz Rzewuski (à partir de 1726)